# Elmer Green
Tor Elmer Green, född 20 april 1925 i Borgå, död 23 mars 2018, var en finlandssvensk skådespelare.

## Biografi
Green arbetade på Svenska Teatern under åren 1947–1951 och 1953–1956 samt på Wasa Teater under perioden 1952–1953. År 1956 gick han över till affärslivet men efter tjugo år återvände till skådespeleriet. Han uppträdde till exempel som Gustaf Fröding i Gottfried Grafströms stycke Sjung vackert om kärlek samt i TV-serier av Åke Lindman: Harjunpää och kalla döden och Din vredes dag.
Green var gift med Ulrica Elisabeth Rosenbröijer från och med 1951 och paret fick två barn.

## Filmografi (i urval)
- 1991 – Din vredes dag (TV-serie)
- 1994 – I lånta skor genom Sahara
- 1995 – Vita lögner

## Teaterroller (i urval)
| År   | Roll       | Produktion                                               | Regi           | Teater                 |
| ---- | ---------- | -------------------------------------------------------- | -------------- | ---------------------- |
| 1978 | Kalle Fält | SK 911 till Acapulco Christer Kihlman och Frej Lindqvist | Frej Lindqvist | Stockholms stadsteater |